# Jameson Land
Jameson Land ist eine Region im Nordosten des Distrikts Ittoqqortoormiit in der Kommuneqarfik Sermersooq an der Ostküste Grönlands.

## Geographie
Jameson Land bildet den zentralen Teil der ausgedehnten Halbinsel nördlich des Kangertittivaq (Scoresbysund) bzw. östlich von dessen Abschnitt Hall Bredning. Seine Nordgrenze zu Scoresby Land folgt den Tälern Major Paars Dal und Coloradodal, dem Berg Olympen und dem Tal Passagen bis zum Kangerterajitta Itterterilaa (Carlsbergfjord). Anschließend bewegt sie sich südwärts durch das Kangersaajivala Ilinnera (Klitdal) und den Fjord Kangersaajiva (Hurry Inlet), das es von Liverpool Land im Osten abgrenzt. Die größte Ausdehnung beträgt in Richtung Nord-Süd etwa 120 km, in Richtung Ost-West etwa 80 km. Während die Berge im Norden und Osten der Region Höhen von über 1000 m erreichen, gibt es an den meist flachen Küsten im Südosten ausgedehnte Küstenebenen. Mit Ausnahme des von einer Eiskappe bedeckten Grenzbergs Olympen ist Jameson Land nicht vergletschert. Das Flachland wird von mehreren Flusstälern durchzogen. Die hier vorherrschende Tundra enthält zahlreiche Sümpfe und Teiche. An der Küste gibt es Salzwiesen. Das Hochland ist trocken und weist ausgedehnte Geröllfelder und von Zwergbüschen bedeckte Flächen auf.
In Jameson Land gibt es keine bewohnten Siedlungen, sondern lediglich den Flughafen Nerlerit Inaat, an dem einige wenige Mitarbeiter stationiert sind.

## Geologie

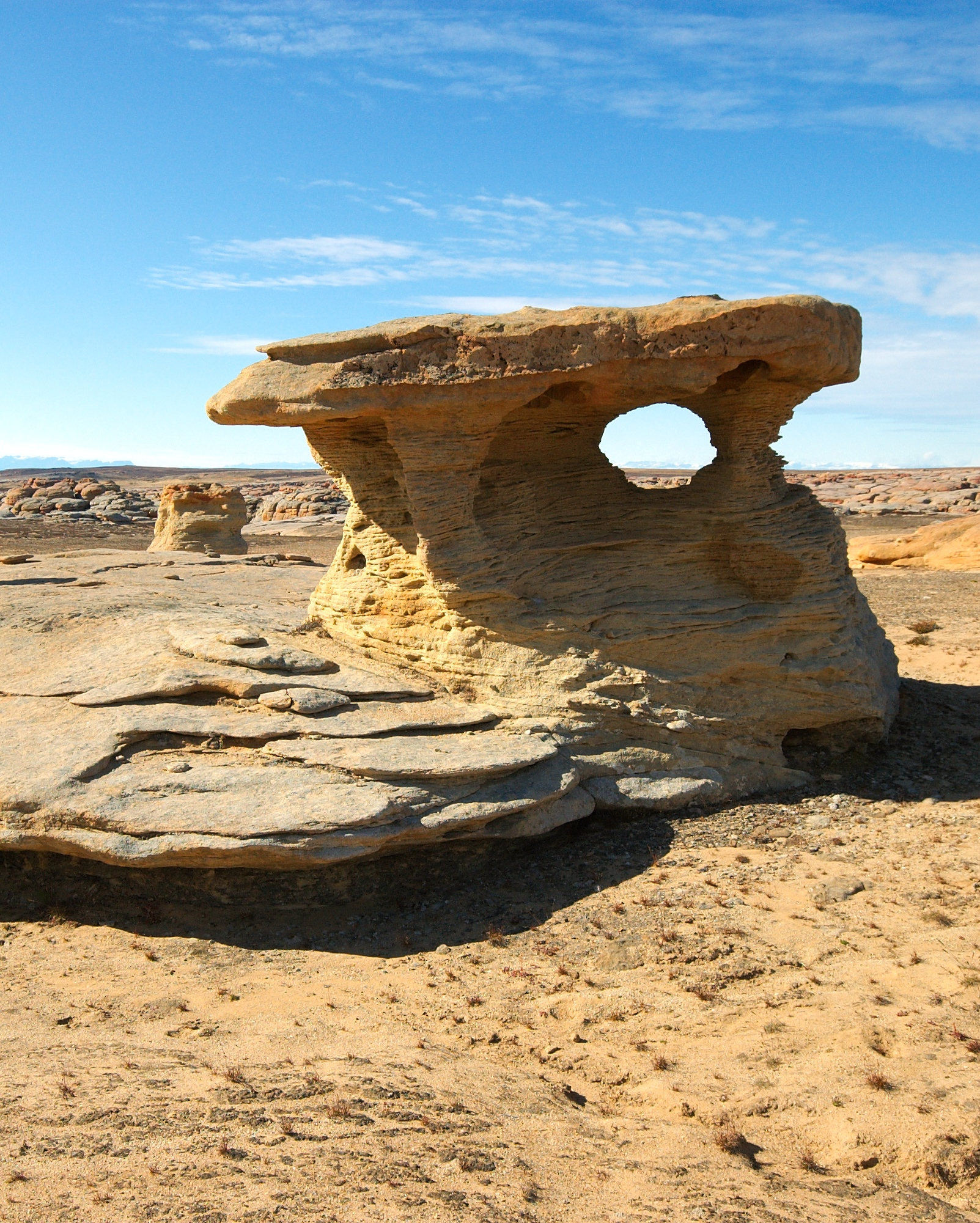
Durch Winderosion geformter jurassischer Sandsteinfelsen in Jameson Land

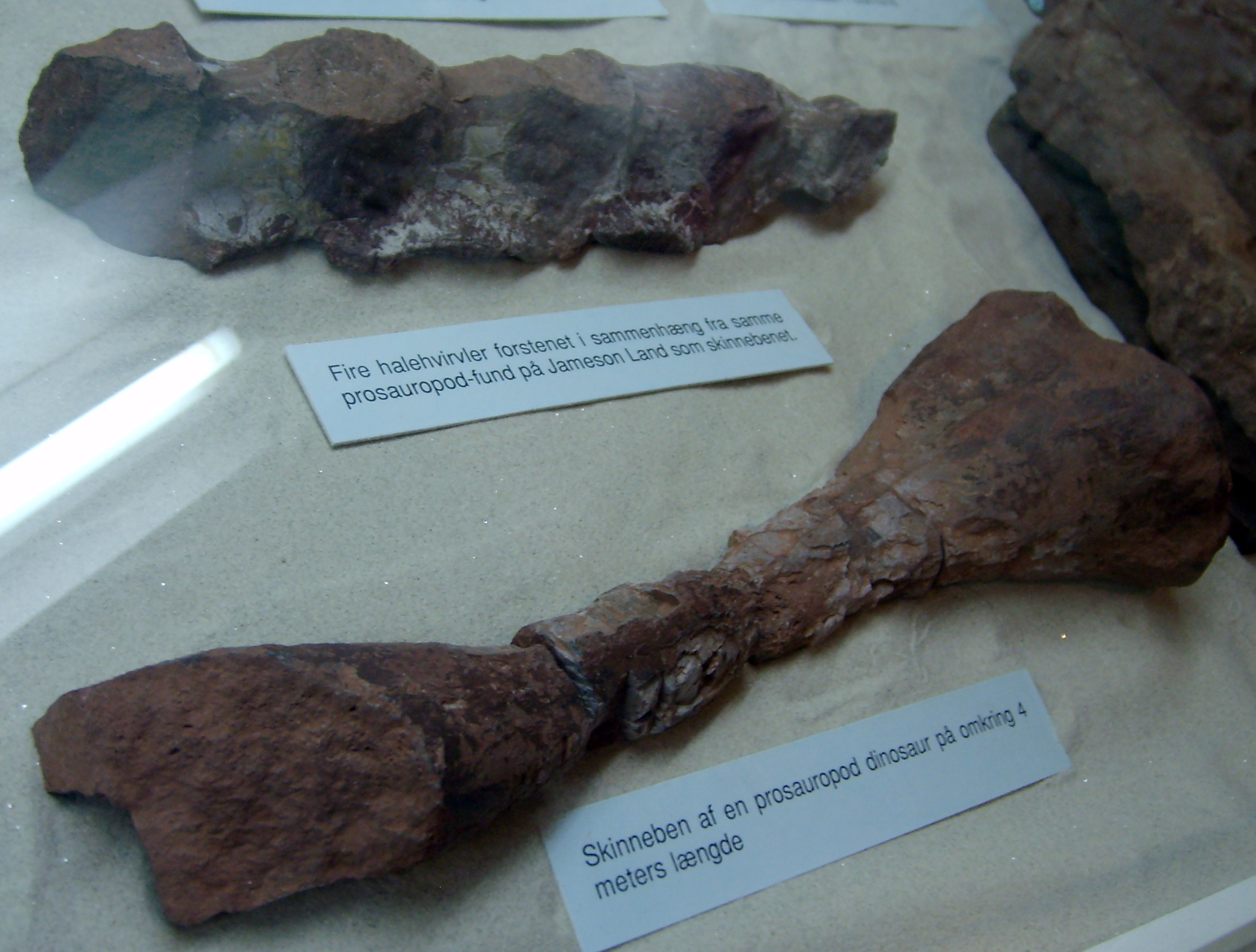
Wirbel und Schienbein eines Prosauropoden aus Jameson Land im Geologischen Museum Kopenhagen

Die Oberfläche Jameson Lands ist geprägt von Sedimenten aus der späten Trias und dem unteren Jura. Besonders die triassische Fleming-Fjord-Formation und die jurassische Kap-Stewart-Formation sind reich an Fossilien.

### Fleming-Fjord-Formation
Die auf die Grenze zwischen Norium und Rhaetium datierte Fleming-Fjord-Formation (Alter: 208–209 Millionen Jahre) ist reich an Vertebratenfossilien und umfasst alle Hauptgruppen von Wirbeltieren, die aus der späten Trias bekannt sind: Fische, Lurche, Reptilien (Schildkröten, Aetosaurier, Phytosaurier, Flugsaurier und Dinosaurier) sowie frühe Säugetiere. Neben Körperfossilien wurden auch Spurenfossilien wie die Trittsiegel von Theropoden, Sauropoden und krokodilartiger Archosaurier gefunden.

### Kap-Stewart-Formation
Der Komplex entstand vom späten Rhaetium bis zum Sinemurium und ist somit vorwiegend jurassisch. Die Ablagerungen der Kap-Stewart-Formation bedecken fast das gesamte Jameson Land und sind bis zu 600 m dick. In ihnen wurden pflanzliche Makrofossilien von etwa 100 Arten gefunden. Es dominieren Nacktsamer wie Palmfarne, Ginkgoales und Koniferen, aber auch Farne sind häufig. Die Formation besteht aus Sandstein und Mudstone, Ablagerungen am Boden eines früheren Sees, der eine Fläche von bis zu 12.000 km² besaß.

## Flora und Fauna

### Flora

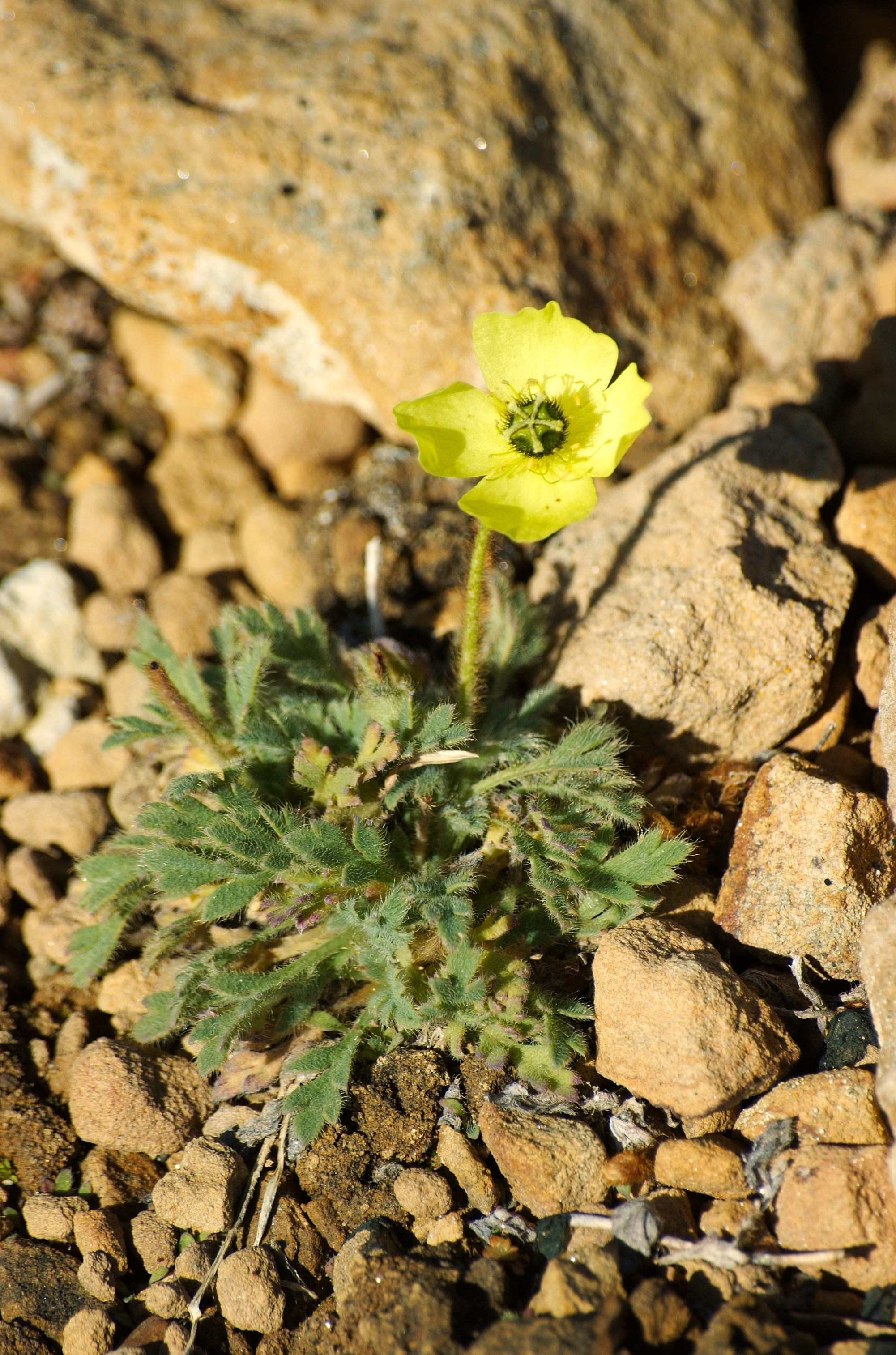
Arktischer Mohn in Jameson Land

In Jameson Land gibt es eine vergleichsweise artenreiche Flora. 196 Arten von Gefäßpflanzen sind hier heimisch. Einige hocharktische Arten wie der Kreuzblütler Braya purpurascens, das Rispengras Poa abbreviata und die Quecke Elymus alaskanus ssp. hyperarcticus haben hier ihr südlichstes Verbreitungsgebiet, einige subarktische wie Gauchheilblättriges Weidenröschen, der Igelkolben Sparganium hyperboreum, Gämsheide und Alpen-Lieschgras ihr nördlichstes.
Besonders das Heden genannte Küstengebiet am Hall Bredning weist als größtes Tundragebiet Grönlands eine reichhaltige Vegetation auf. Unterhalb von 200 m dominiert eine trockene Zwergstrauchheide mit einem Bedeckungsgrad von 25 bis 75 %, die eine bedeutende Nahrungsressource für die ansässige Fauna darstellt. Vorherrschende Arten sind die Vierkantige Schuppenheide, die Arktische Weide und die Zwerg-Birke. In einigen Gebieten findet man eine feuchtere Form mit einem hohen Bedeckungsgrad über 75 %, wo besonders Rauschbeere, Arktische Weide und zahlreiche Moose wachsen. In den Mooren der Küstenregion im Westen dominieren Scheuchzers Wollgras sowie die Seggen Carex saxatilis und Carex rariflora.

### Fauna

#### Säugetiere
Nur wenige Säugetierarten haben sich dem harten arktischen Klima angepasst. Da das Ren in Ostgrönland seit etwa 1900 ausgestorben ist, sind die Pflanzenfresser lediglich durch den Moschusochsen, den Schneehasen und den Nördlichen Halsbandlemming vertreten. Polarwölfe sind selten, Hermeline häufiger und Polarfüchse weit verbreitet. Auch Eisbären kommen in Jameson Land vor.
Die Zahl der Moschusochsen hat sich von 1982 bis 2000 auf 1700 Tiere mehr als halbiert.

#### Vögel
Ein etwa 30 km breiter Küstenstreifen am Hall Bredning mit einer Fläche von 2524 km² wird als „Feuchtgebiet von internationaler Bedeutung“ (Nr. 389) nach der Ramsar-Konvention und von BirdLife International als Important Bird Area (GL044) ausgewiesen. Er wird als wichtiges Mausergebiet der Kurzschnabel- und der Weißwangengans angesehen, die hier in geringem Umfang auch brüten. Die Populationen beider Arten sind in den letzten Jahrzehnten gewachsen. Daneben wird Jameson Land im Sommer von Wasservögeln wie der Eisente, der Prachteiderente dem Stern- und dem Eistaucher aufgesucht.
Mehrere Arten von Watvögeln sind im Gebiet nachgewiesen. Der Sanderling, der Sandregenpfeifer, der Alpenstrandläufer und der Steinwälzer sind weit verbreitet. Außerdem brüten hier auch der Knutt, das Odins- und das Thorshühnchen. Der Regenbrachvogel und der Goldregenpfeifer kommen auf Grönland ausschließlich in Jameson Land vor.
Der Gerfalke ist der einzige Raubvogel, der in Jameson Land brütet. Das Alpenschneehuhn ist auch vertreten. Seine Population schwankt aber stark. In geeigneten Habitaten brütet die Falkenraubmöwe. Aus der Ordnung der Sperlingsvögel brüten fünf Arten im Gebiet, aber nur die Schneeammer und der Kolkrabe sind verbreitet. Birkenzeisig, Polar-Birkenzeisig und Spornammer kommen nur vereinzelt vor.
Entlang der Süd- und Westküste Jameson Lands gibt es Kolonien der Küstenseeschwalbe, in denen gelegentlich auch Schwalbenmöwen brüten. Eismöwen brüten in kleinen Kolonien auf küstennahen Klippen.

#### Fische
Als einziger Süßwasserfisch ist in Jameson Land der Wandersaibling zu finden. Da alle anderen Flüsse des Gebiets im Sommer austrocknen oder im Winter bis zum Grund frieren, kommt er ausschließlich im Schuchert Flod vor.

## Geschichte

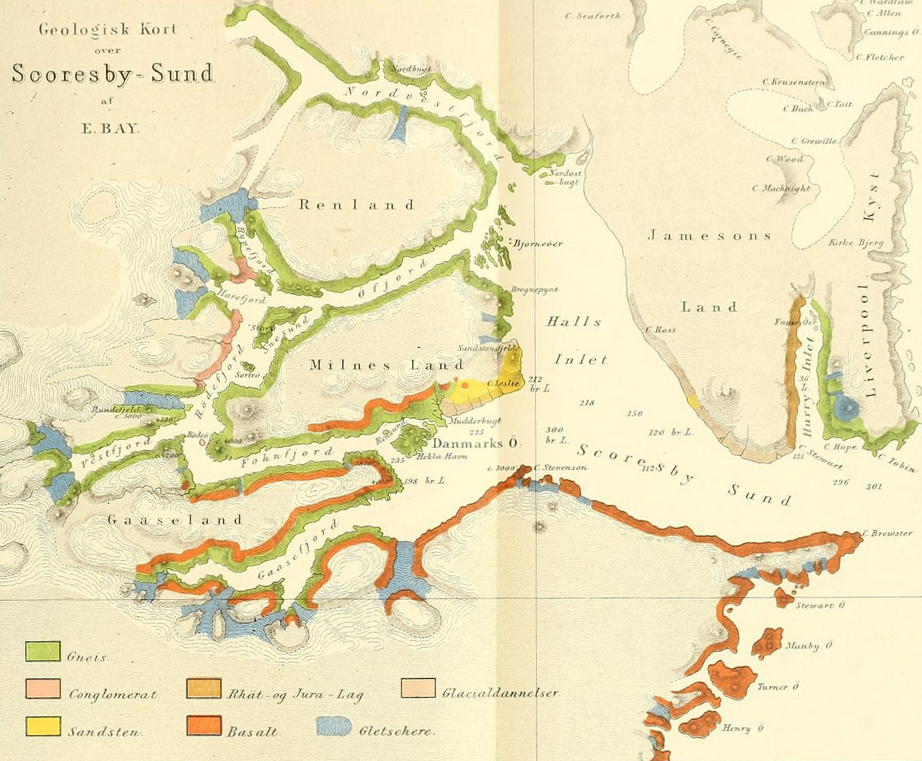
Historische geologische Karte des Scoresbysunds mit Jameson Land (1896)

Spuren der Thule-Kultur wurden an mehreren Orten in Jameson Land gefunden. Zahlreiche Winterhäuser, Zeltringe und Gräber bei Ittoritteq nahe Kap Stewart (Innagajik) belegen, dass hier die größte Siedlung des Gebiets war.
Als erster Europäer erreichte William Scoresby Jameson Land im Jahr 1822. Er benannte es nach dem schottischen Naturhistoriker und Geologen Robert Jameson. Im Zuge des dänischen Expansion nach Ostgrönland landete 1891 die Expedition Carl Ryders am Kap Stewart, wo sie auf Rentiere traf, die schon wenige Jahre später in Ostgrönland ausstarben. Ryder überwinterte bei der Insel Danmark Ø (Ujuaakajiip Nunaa) im Scoresbysund und erforschte die benachbarten Küsten mit dem Dampfboot. Dabei entdeckte die Expedition zahlreiche Fossilien aus dem Jura. Sie fand aber auch Beweise dafür, dass die Region noch relativ kurz zuvor von Inuit bewohnt worden war. Auf der von Georg Carl Amdrup geleiteten Carlsberg-Stiftungs-Expedition nach Ostgrönland stattete Nikolaj Hartz Jameson Land im Jahr 1900 einen Besuch ab und fand Fußabdrücke von Dinosauriern sowie weitere Fossilien.
1924 gründete Ejnar Mikkelsen im Süden Liverpool-Lands, nur 24 km östlich von Jameson Land, die Siedlung Scoresbysund (heute Ittoqqortoormiit). Seitdem wird das Gebiet regelmäßig von grönländischen Jägern besucht. Der französische Polarforscher Jean-Baptiste Charcot stattete Jameson Land 1925 nur einen kurzen Besuch ab, aber Alfred Rosenkrantz (1898–1974) und Tom Harris (1903–1983), die zu Lauge Kochs geologischer Expedition von 1926/27 gehörten, führten im Osten Jameson Lands umfangreiche wissenschaftliche Arbeiten und eine genaue Kartierung durch. Alfred Wegeners Grönlandexpedition von 1930/31 stützte sich auf drei Stationen – Eismitte auf dem grönländischen Eisschild, die Weststation bei Uummannaq und die Oststation an der Westküste Jameson Lands auf 71° nördlicher Breite. Von September 1930 bis Juni 1931 führten Walther Kopp (1901–1990) und zwei Kollegen an der Oststation vor allem Wetterbeobachtungen durch.
Während der norwegischen Okkupation eines Teils von Ostgrönland als Eirik Raudes Land von 1931 bis 1933 war sowohl eine norwegische Expedition unter Helge Ingstad, als auch dänische Expeditionen in Jameson Land aktiv. 1937 gründete Lauge Koch die wissenschaftliche Station Gurreholm an der Mündung des Schuchert Flod. Im Winter 1937/38 wurden hier Islandponys untergebracht. Die Station wurde im Zweiten Weltkrieg von der US Army als Militärbasis Bluie East Three genutzt.

## Wirtschaftliche Nutzung
Fischfang findet nur für den privaten Verbrauch der Bewohner von Ittoqqortoormiit statt. Angeltourismus spielt eine untergeordnete Rolle.
Für die Jagd auf Moschusochsen legt die Regierung Grönlands jedes Jahr Quoten fest. 2010/11 lag diese für Jameson- und Liverpool-Land bei 81 Tieren, 60 für registrierte lokale Jäger und 21 für Trophäenjäger. Schneehasen, Polarfüchse, Gänse und Eiderenten werden in Jameson Land nur in begrenztem Umfang und für den lokalen Gebrauch gejagt.
Der Tourismus in Ittoqqortoormiit hat zugenommen. Tagestouren nach Jameson Land beschränken sich aber auf die Küste.
Im Dezember 1984 wurde einem Konsortium unter Führung der Atlantic Richfield Company eine Lizenz zur Erkundung von Erdöl- und Erdgasvorkommen erteilt. Das Unternehmen legte 1985 den Flughafen Nerlerit Inaat an und führte umfangreiche seismische Untersuchungen durch. Die Lizenz wurde aber 1990 noch vor den ersten Bohrungen aufgegeben, der Flughafen an Mittarfeqarfiit verkauft.